# تشاد وليامز
تشاد وليامز (بالإنجليزية: Chad Williams)‏ هو لاعب كرة قدم أمريكية أمريكي، ولد في 22 يناير 1979 في برمنغهام في الولايات المتحدة.